# Geografia della Campania

Zone altimetriche della Campania.

La geografia della Campania illustra le caratteristiche geografiche della Campania, regione dell'Italia.

## Dati generali
Dai golfi di Gaeta, di Napoli, di Policastro e di Salerno fino alle più notevoli elevazioni dell'Appennino campano, la Campania si estende su di un territorio morfologicamente molto vario. Confina a nord con il Lazio e il Molise; a est con la Puglia e la Basilicata con la quale confina anche a sud; a ovest con il Mar Tirreno.

## Zone
Dal punto di vista fisico, la regione della Campania può essere divisa in due zone: una montuosa ed una pianeggiante:
1. la zona montuosa comprende l'Appennino campano, formato da una serie di elevazioni, acrocori e altipiani (del Sannio, dell'Irpinia e del Cilento), fra i quali si aprono numerosi e facili valichi (il più importante è la sella di Ariano) e vi scorre il fiume Calore irpino (affluente di sinistra del Volturno) con i suoi affluenti: Ufita (al centro della valle omonima), Tammaro e Sabato
2. la zona piana non è una superficie unitaria, ma è suddivisa in tante pianure divise da tanti rilievi dell'antiappennino; e cioè dal rilievo vulcanico di Roccamonfina, dei Campi Flegrei, dal Vesuvio e dalla catena dei Monti Lattari (che costituisce la penisola sorrentina).

Pertanto la zona piana si suddivide nelle pianure: di Sessa Aurunca, bagnata dal fiume Garigliano; di Capua, la più ampia, percorsa dal fiume Volturno; di Napoli, che circonda il Vesuvio, uno dei principali vulcani italiani; dell'agro nocerino-sarnese a ridosso dei Monti Lattari; di Paestum che si apre sul golfo di Salerno ed è bagnata dai fiumi Sele, Calore Lucano e Tanagro; dell'Alento che occupa una stretta porzione tra il Monte Stella e il Monte Gelbison.

## Fiumi
I fiumi principali sono: il Volturno, che bagna Capua e si getta nel golfo di Gaeta; il Sele, che sbocca nel Golfo di Salerno; il Garigliano, che scorre lungo il confine con il Lazio e sbocca nel golfo di Gaeta e l'Ofanto, che nasce in Irpinia e sfocia nel Mare Adriatico.